# Isola Near
L'isola Near (isola vicina) si trova vicino alla costa est dell'isola Kodiak, nell'arcipelago omonimo, in Alaska; più precisamente a sud della città di Kodiak di cui ne comprende una parte: il St. Herman Harbor, uno dei due porti turistici della città; è collegata a quest'ultima da un ponte.
L'isola ha una superficie di 1,11 km², un'altitudine massima di 40 m e una popolazione residente di 6 persone (censimento del 2000). Amministrativamente appartiene al Borough di Kodiak Island.
Altre varianti del suo nome sono state: ostrov Blizkiy o Close Island (con cui fu registrata nel 1814), Bliskie e Pogibshi. L'isola Near non va confusa con le isole Near, il gruppo più occidentale dell'arcipelago delle Aleutine, nel Mare di Bering.